# معركة صخرة جربيرة
معركة صخرة جربيرة (بالإسبانية: Batalla de Cervera)‏ هي معركة حدثت قرب إسباينوزا دي كيرفيرا عند صخرة جربيرة في 24 شعبان 390 هـ/29 يوليو 1000 م بين جنود سانشو غارسيا كونت قشتالة وغارسيا غوميث كونت سلدانيا من جهة، وقوات الدولة الأموية في الأندلس بقيادة الحاجب المنصور من جهة أخرى، وانتهت بانتصار قوات المسلمين.

## الأسباب والاستعدادات
في عام 999 م، كسر سانشو غارسيا المعاهدة التي بينه وبين المنصور، ورفض دفع الجزية، سار لمساعدة جاره غارسيا سانشيز الثاني ملك نافارا الذي تعرض لحملة عسكرية بقيادة الحاجب المنصور له. فغادر المنصور قرطبة في رجب 390 هـ، في حملة لتأديب قشتالة. الرواية الأساسية التي تناولت المعركة كانت لابن الخطيب، الذي نقلها من ابن حيان القرطبي، الذي حضر أبوه خلف بن حسين بن حيان المعركة. ذكر ابن الخطيب أن الحملة كانت من أصعب الحملات التي واجهها المنصور.
عبر المنصور نهر دويرة، وغزا قشتالة وبالقرب من مدينة سالم، جاءته معلومات بتجمع جيش تحت سانشو غارسيا مع قوات من بنبلونة وأسترقة. مرّ المنصور بحصون أوسمة وغرماج وقلونية التي كان قد انتزعها من الممالك المسيحية قبل أعوام، ثم فوجيء شمال قلونية بجيش مسيحي كبير بقيادة سانشو غارسيا معسكرًا عند صخرة جربيرة الوعر وصعب الاختراق، مما أعطى افضلية لجيش سانشو.

## المعركة
وفقًا لابن الخطيب، فقد أقسم المسيحيون على الاستماتة في قتال المنصور، وعدم الانسحاب من المعركة. ثم، فجأة دون تخطيط ودون إستراتيجية، هاجم الجيش المسيحي ميمنة وميسرة قوات المسلمين، مما أصاب جناحي جيش المسلمين بالاضطراب وحاول البعض الفرار.
ووفقًا لرواية ابن حيان، المنصور، كان المنصور ومرافقية يراقبون المعركة من فوق تلة قريبة من أرض المعركة. ولولا ثبات قلب الجيش الذي كان ولدي المنصور عبد الملك وعبد الرحمن يقودانه، بجنودهما من البربر، وردّه الهجوم بهجوم مضاد لانهزم المسلمين في المعركة. انتهت المعركة بانتصار جيش المنصور الذي ظل يطارد فلول جيش المسيحيين لعشرة أميال، كما نهب معسكر جيش المسيحيين، وقتل في المعركة من جيش المسلمين أكثر من 700 رجل.